# Tora! Tora! Tora!

Tora! Tora! Tora! (Japans: トラ・トラ・トラ) is een film uit 1970. Het is een gedramatiseerde reconstructie van de Japanse aanval op Pearl Harbor (1941), die ertoe leidde dat de Verenigde Staten formeel bij de Tweede Wereldoorlog betrokken raakte.
De scènes over Japanse personen zijn Japans gesproken en gaan vergezeld met Japanse muziek. In feite zijn het twee aparte films, gemaakt door twee geheel gescheiden filmploegen, die later samengevoegd zijn, met de scènes in chronologische volgorde. Het Japanse deel zou worden geregisseerd door Akira Kurosawa, die twee jaar aan het script had gewerkt. Maar na twee weken filmen werd hij vervangen door Toshio Masuda en Kinji Fukasaku.
Het scenario is gebaseerd op de boeken Tora! Tora! Tora! van Gordon W. Prange uit 1967 en The Broken Seal van Ladislas Fargo uit 1967.

De film flopte aanvankelijk in de Amerikaanse bioscopen maar was een groot succes in Japan. In de VS werd uiteindelijk nog 4,5 miljoen dollar winst gemaakt op een budget van 25 miljoen. Later werd de film in de VS alsnog een succes op video en dvd. Tijdens de Oscaruitreiking in de VS kreeg de film een Oscar voor speciale effecten.

## Verhaal

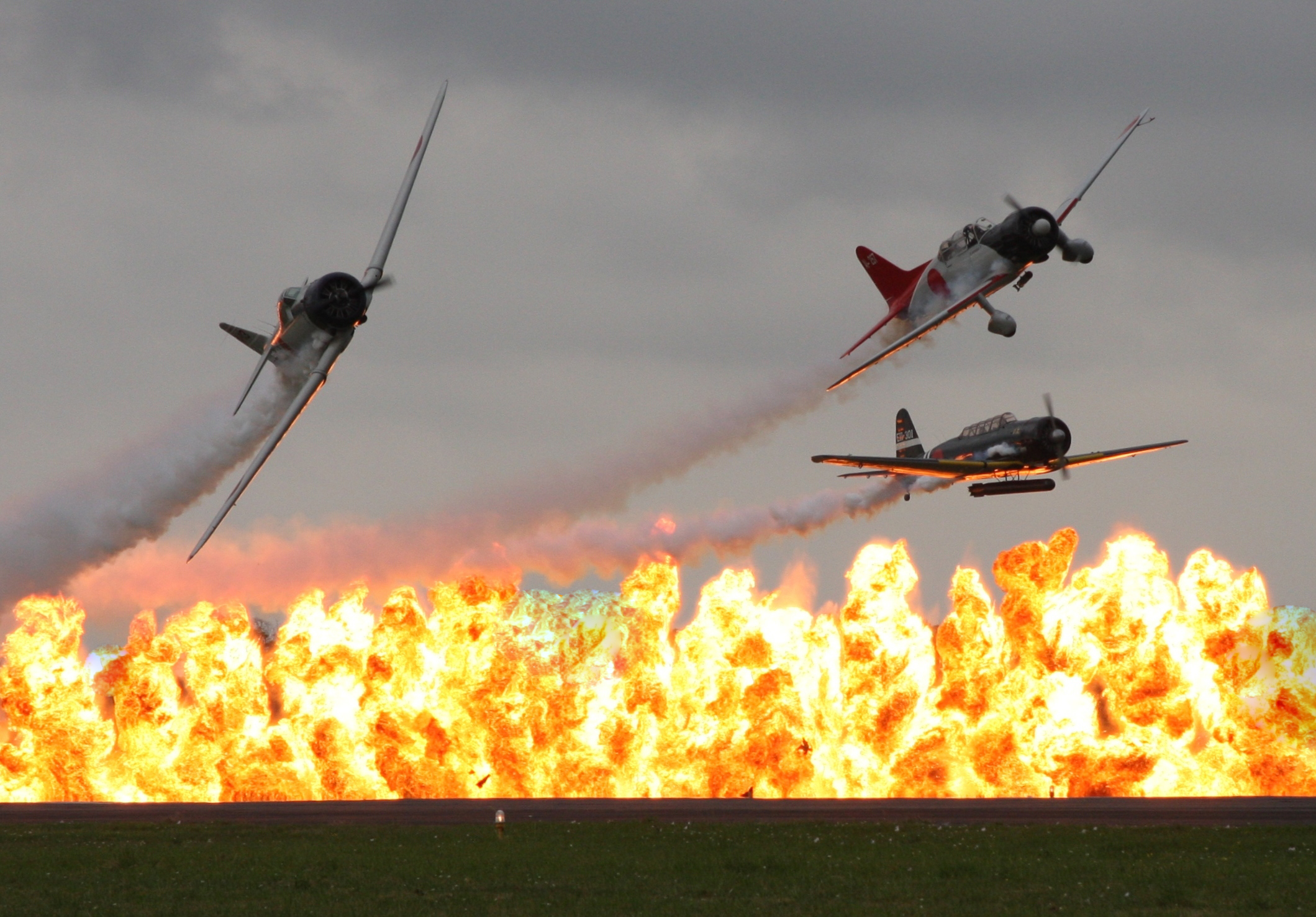
Actiescène

De film is gebaseerd op ware gebeurtenissen en wel de aanloop en de daadwerkelijke aanval van Japanse vliegtuigen op de Amerikaanse marinebasis Pearl Harbor op 7 december 1941.
In augustus 1941 lopen de spanningen tussen Japan en de Verenigde Staten op. Door de VS wordt een handelsembargo ingesteld, waardoor Japan geen toegang krijgt tot ruwe materialen als olie en rubber. Japan sluit een verdrag met nazi-Duitsland en Italië en gaat in september 1940 voorbereiding treffen voor een oorlog. Admiraal Isoruku Yamamoto, de commandant van de Japanse vloot krijgt orders om een aanval op de Amerikaanse marinebasis Pearl Harbor. Als Japan erin slaagt de Amerikaanse vloot in de Grote Oceaan te vernietigen, is de weg vrij voor Japanse expansie in Azië. Kapitein-luitenant-ter-zee Minoru Genda krijgt de opdracht de aanval te plannen en te leiden. Op Hawaii treft admiraal Kimmel samen generaal Short de voorbereidingen voor de verdediging van Pearl Harbor. Er komen meer patrouilles in de lucht en er wordt een radarpost ingericht. Om sabotage te voorkomen worden de vliegtuigen verspreid over de vliegvelden en in de open lucht geplaatst. Ondertussen dreigen de onderhandelingen tussen Japan en de VS over de grondstoffen te mislukken. Terwijl de diplomaten praten, varen de Japanse vliegdekschepen naar Hawaii. Een door de Amerikaanse militaire inlichtingendienst onderschept bericht dat er een Japanse verrassingsaanval op handen is, wordt per post naar Washington gezonden en arriveert veel te laat. Als de radar bij Pearl Harbor een grote activiteit in de lucht constateert, wordt dit aangezien voor een vlucht B-17 bommenwerpers van de Amerikaanse Luchtmacht. Maar het zijn de Japanse vliegtuigen die in de ochtend van 7 december zijn gelanceerd vanaf de vliegdekschepen. Niet lang daarna verrassen de Japanse vliegtuigen de bemanning van de Amerikaanse marinebasis. In een serie van aanvallen bombarderen de Japanners de vliegvelden en de slagschepen in de haven. Ze vernietigen een groot aantal Amerikaanse vliegtuigen op de grond en weten zeven slagschepen te laten zinken of zwaar te beschadigen. Als door een wonder zijn de Amerikaanse vliegdekschepen niet in Pearl Harbor, maar patrouilleren op de Grote Oceaan. Terwijl Pearl Harbor brandt, maken de piloten van de Japanse vliegdekschepen zich op voor een nieuwe aanval. Maar viceadmiraal Nagumo blaast die aanval af uit angst dat Amerikaanse duikboten zijn vloot zullen aanvallen. Admiraal Yamamoto is ondanks het succes teleurgesteld dat de Japanse vliegers de Amerikaanse vliegdekschepen niet konden vernietigen. Hij is bang dat Japan er slechts in geslaagd is een ‘slapende reus’ wakker te schudden en dat de wraak van de VS verschrikkelijk zal zijn.

## Rolverdeling
| Acteur          | Personage                                     | Omschrijving                            |
| --------------- | --------------------------------------------- | --------------------------------------- |
| Martin Balsam   | admiraal Husband E. Kimmel                    | commandant Amerikaanse vloot            |
| So Yamamura     | admiraal Isoroku Yamamoto                     | commandant Japanse vloot                |
| Joseph Cotten   | Henry L. Stimson                              | Amerikaans minister van oorlog          |
| Tatsuya Mihashi | kapitein-luitenant-ter zee Minoru Genda       |                                         |
| E. G. Marshall  | kolonel Rufus S. Bratton                      | commandant militaire inlichtingendienst |
| James Whitmore  | viceadmiraal William F. Halsey                |                                         |
| Takahiro Tamura | kapitein-luitenant-ter-zee Mitsuo Fuchida     |                                         |
| Eijiro Tono     | viceadmiraal Chuichi Nagumo                   |                                         |
| Jason Robards   | luitenant-generaal Walter C. Short            |                                         |
| Shogo Shimada   | admiraal Kichisaburo Nomura                   | Japanse Ambassadeur in de VS            |
| Frank Aletter   | luitenant-ter-zee-1e klasse Francis J. Thomas |                                         |
| Koreya Senda    | prins Fumimaro Konoe                          | Japanse premier                         |
| Leon Ames       | Frank Knox                                    | Amerikaans minister van de marine       |
| Junya Usami     | admiraal Zengo Yoshida                        | Japans ministervan de marine            |
| Keith Andes     | generaal George C. Marshall                   |                                         |
| Asao Uchida     | generaal Rikugun Taisho Hideki Tojo           | Minister van Oorlog                     |
| George Macready | Cordell Hull                                  | minister van buitenlandse zaken         |

## Voorbereiding
In 1962 was de film The Longest Day een groot succes. De film was opgezet als een documentaire en brak met een aantal Hollywoodconventies. Zo was er geen sprake van een romantische subplot en waren er vrijwel geen vrouwenrollen. Alle acteurs spraken de taal van het land dat ze vertegenwoordigden, hetgeen in de VS en Duitsland bijna een doodzonde is. Normaal wordt in deze landen een film met een buitenlandse taal nagesynchroniseerd omdat het bioscooppubliek aldaar een hekel heeft aan ondertitels. Verder was er veel aandacht voor de historische accuratesse van uniformen, voertuigen, wapens en gebeurtenissen. De producent van de film Darryl F. Zanuck besloot in 1966 nog een film te maken volgens hetzelfde idee. Ditmaal koos hij voor de aanval van de Japanse marine op de Amerikaanse marinebasis Pearl Harbor op 7 december 1941. Net als bij The Longest Day wilde Zanuck het standpunt weergeven van de verschillende partijen en een Japans-Amerikaanse coproductie van de film maken. Samen met zijn zoon Richard D. Zanuck, een van topmanagers van 20th Century Fox begon Zanuck met de voorbereidingen. De voorbereiding alleen al duurde drie jaar, waarna er nog eens acht maanden filmen bij kwamen. De film werd opgedeeld in twee producties, een Amerikaanse productie onder leiding van regisseur Richard Fleischer en een Japanse onder regie van Akira Kurosawa. Hoewel Kurosawa twee jaar aan de preproductie werkte en meeschreef aan het script, stopte hij al na twee weken filmen. Er waren allerlei kleine conflicten geweest. Zo probeerde Kurosawa Japanse amateurs voor de invulling van de personages te krijgen. Dit waren meestal rijke industriëlen die hij nodig had voor financiering van latere films. Ook ergerde hij de producenten door allerlei futiliteiten zoals het vervangen van boeken in de bibliotheek, terwijl de titels niet eens te lezen waren. Daarbij werkte hij heel langzaam en kwam de Japanse productie drie weken achter op schema. Als officiële reden gaf men aan dat de Japanse regisseur oververmoeid was. Hij werd vervangen door Toshio Masuda en Kinji Fukasaku. Masuda richtte zich op de dramatische scènes en Fukasaku op de actiescènes.

## Scenario
Het script van Akira Kurosawa en scenarist Hideo Oguni was vierhonderd pagina’s lang en zou neerkomen op een speelfilm van vier uur, alleen al voor het Japanse deel van het verhaal. In overleg met Richard Fleischer werd een aantal scènes geschrapt. Na het vertrek van Kurosawa schreven Hideo Oguni, Ryuzo Kikushima en Larry Forrester het definitieve script. Ze baseerden zich op de boeken van Gordon Prange, een militair-historicus van de University of Maryland, en Ladislas Farago. Prange was ook als technisch adviseur aan de film verbonden en controleerde het script op onjuistheden. Hij had vooraf aan zijn werk diverse Amerikaanse en Japanse officieren en andere militairen geïnterviewd en hij had toegang tot de originele logboeken van beide zijden. Hierdoor kon hij de aanval minuut voor minuut uitwerken. Een andere belangrijke adviseur was de oorspronkelijke planner van de aanval Minoru Genda.

## Productie

### Wel of geen ongelukjes
In de film is te zien hoe een Amerikaanse Curtiss P-40 Warhawk crasht op het vliegveld. De P-40 was een nagebouwd exemplaar waarvan de propeller kon draaien via een motortje, zodat het toestel kon taxiën, maar niet kon vliegen. Het was volgepropt met explosieven die radiografisch tot ontploffing zouden worden gebracht. Stuntmensen stonden opgesteld om zich voor te doen als personeel van het vliegveld dat zou wegrennen tussen de explosies. Maar het ging mis op het moment dat het vliegtuig toch leek op te stijgen en een onverwachte draai maakte. Het koerste af op een rij vliegtuigen die ook van explosieven waren voorzien, maar op een andere draaidag moesten exploderen. Om te voorkomen dat de P-40 in de rij vliegtuigen zou crashen, blies men het op. Hierdoor explodeerde het toestel op de verkeerde plek en moesten de stuntmensen echt rennen voor hun leven Er wordt wel beweerd dat de landing op één wiel van de B-17 ook zo’n ongeluk was, maar volgens regisseur Richard Fleischer was dit gewoon uitgedacht en zo gefilmd.

### Replica's en historische exemplaren
Aangezien de meeste schepen en vliegtuigen uit de Tweede Wereldoorlog (met name de Japanse) niet meer bestonden, bouwde men veel replica’s. Voor het Japanse vliegdekschip Akagi werd een set gebouwd met ongeveer twee derde van het dek. De Amerikaanse USS Yorktown (CVS-10) werd gecamoufleerd als het Japanse vliegdekschip Kaga om de scènes te kunnen filmen waarin de Zero’s landen en vertrekken. Speciaal voor de film werd een valse boeg op de Yorktown gezet, om de katapulten voor de moderne jets te verbergen. Schaalmodellen van de schepen (op schaal 1:15) werden geplaatst op speciale zeewaardige aken die erg duur waren om te huren.
De originele Mitsubishi A6M Zero was rond 1970 niet beschikbaar, althans geen vliegend exemplaar. Amerikaanse trainingstoestellen zoals de AT-6 en de BT-13 werden omgebouwd tot Japanse vliegtuigen, tegen een kostprijs van 30.000 dollar per toestel. Zo werden AT-6 toestellen, met o.a. een nieuwe neus van glasvezelversterkte kunststof, omgebouwd tot Zero.

De studio wist wel een aantal historische vliegtuigen te achterhalen, een aantal B-17 Flying Fortresses en de beroemde Curtiss P-40 Warhawk.

### Figuranten en acteurs
In totaal waren 224 acteurs bij de film betrokken: 137 Amerikanen en 87 Japanners. De filmmakers maakten gebruik van actief marinepersoneel, al wilde de Amerikaanse marine hen niet gratis beschikbaar stellen - de studio moest hen gewoon betalen en mocht de militairen alleen inzetten als ze geen dienst hadden. De piloten bestonden uit civiele vliegers en stuntmensen. Ondanks wat ongelukken kwam niemand om tijdens de opnamen; wel verongelukte een piloot dodelijk tijdens de repetities.

### Opnamen
Er werd gebruikgemaakt van het zogenaamde front projection system, dat gloednieuw was in de jaren zeventig van de vorige eeuw. In oudere filmprojecten werden de acteurs voor een scherm gezet waar een achtergrondprojectie was te zien, dit wierp schaduwen op het doek die alles onecht maakten. Bij de voorgrondprojectie werd dit voorkomen, maar duurden de opnames langer.

## Titel
Over de filmtitel Tora! Tora! Tora! bestaat veel discussie. Het was het Japanse codewoord om aan te geven dat de aanval een complete verrassing was. Tora (虎, uitgesproken als [tòɽá]) betekent letterlijk 'tijger', maar kan beter worden vertaald als 'verrassing'. Volgens anderen zou het een acroniem zijn van totsugeki raigeki (Japans: 突撃雷撃) en vertaald moeten worden als 'verrassingsaanval'. Een andere verklaring zou zijn dat het een afkorting is totsugeki (aanval) en raigeki (torpedo-aanval).